# Харолд Ласуел
Харолд Дуайт Ласуел (на английски: Harold Dwight Lasswell) е водещ американски политолог и теоретик на комуникациите.
Възпитаник е на Училището по социология в Чикаго и студент по политология в Йейлския университет. Президент на Световната академия за изкуство и наука и Американската асоциация за политически науки. Заедно с други влиятелни либерали от този период, като Уолтър Липман, той поддържа мнението, че демокрацията се нуждае от пропаганда, за да се поддържат неинформираните граждани в съгласие с това, което ограничена класа е определила, че е в техен интерес. Както той пише в своята статия за пропагандата в Енциклопедия на социалните науки:
| „ | Ние трябва да оставим настрана демократичния догматизъм, че хората са най-добрите съдии на собствените си интереси [докато] хората често са лоши съдии на собствените си интереси, които преминават бързо от една алтернатива на следваща, без разумна причина. | “ |

Ласуел учи в университета в Чикаго през 20-те години и е силно повлиян от прагматизма преподаван там, особено от лекциите на Джон Дюи и Джордж Мийд. По-голямо влияние обаче му оказва фройдистката философия, която формира голяма част от анализите му върху пропагандата и комуникацията. По време на Втората световна война Ласуел заема поста ръководител на Експерименталния отдел за изучаване на военновременните комуникации към библиотеката на Конгреса. Той анализира нацистки пропагандни филми, за да определи механизмите на убеждаването, използвани да осигурят мълчаливото съгласие и подкрепата на немското население за Хитлер и неговите военни жестокости.
Винаги ориентиран напред, в края на живота си Ласуел експериментира с въпроси, засягащи политиката в космоса, политическите последици от колонизацията на други планети, и „машинариите на човечеството“.
Работата на Ласуел е важна за развитието на бихейвиоризма в периода след Втората световна война.
Той е добре познат с така неречения „Модел на Ласуел“ в комуникацията: Кой (казва) Какво (до) Кого (По) Какъв канал (с) Какъв ефект.
Негови са и думите:
| „ | Политиката е кой какво получава, кога и как. | “ |

## Основни трудове
- Propaganda Technique in the World War (1927 г.; Reprinted with a new introduction, 1971 г.)
- World Politics and Personal Insecurity (1935 г.; Reprinted with a new introduction, 1965 г.)
- Politics: Who Gets What, When, How (1935 г.)
- The Garrison State (1941 г.)
- Power and Personality (1948 г.)